# Choroba Addisona
Choroba Addisona, pierwotna niedoczynność kory nadnerczy, dawna nazwa cisawica (łac. morbus Addisoni, insufficientia corticis glandularum suprarenalium chronica primaria) – schorzenie układu dokrewnego, zespół objawów spowodowanych przewlekłym niedoborem hormonów produkowanych przez korę nadnerczy.

## Historia
Po raz pierwszy schorzenie zostało opisane przez brytyjskiego chirurga Thomasa Addisona w 1855 w pracy pt: On the Constitutional and Local Effects of Disease of the Suprarenal Capsules. Dopiero w 1949 roku Edward Calvin Kendall zsyntetyzował kortyzon, umożliwiając w ten sposób skuteczne leczenie substytucyjne.

## Epidemiologia
Częstość występowania wynosi 4–11 przypadków na 100 000 osób. Choroba Addisona może dotyczyć ludzi w każdym wieku, o różnej płci czy rasie, ale zwykle chorują dorośli w 3.-4. dekadzie życia. Choroba znacznie częściej dotyczy kobiet. Badania nie wykazały zależności pomiędzy częstością występowania choroby a rasą.

## Etiopatogeneza
Najczęstszą przyczyną występowania choroby Addisona jest autoimmunologiczne zapalenie kory nadnerczy (70-90% przypadków). Choroba ma związek z antygenami HLA-DR3, a autoantygenami są enzymy uczestniczące w syntezie hormonów kory nadnerczy: 21-hydroksylaza, 17-hydroksylaza, 20,22-liaza. Niekiedy mogą współistnieć inne schorzenia o podłożu autoimmunizacyjnym, najczęściej tarczycy – mówi się wtedy o zespołach zaburzeń wielogruczołowych.
Do innych przyczyn należą:
- Gruźlica (15-30% przypadków)
- Inne choroby zakaźne (np. grzybice głębokie i zakażenia w przebiegu AIDS)
- Przerzuty nowotworowe i nowotwory pierwotne (Nadnercza mogą być niszczone przez nowotwory pierwotne (gł. chłoniaki) oraz przerzuty nowotworów płuc, sutka i żołądka. Objawy niewydolności występują rzadko, gdyż do ich wystąpienia konieczne jest zniszczenie około 80-90% miąższu obu nadnerczy.)
- Zaburzenia metaboliczne (np. skrobiawica, adrenoleukodystrofia, adrenomieloneuropatia, hemochromatoza)
- Zaburzenia wrodzone:
  - wrodzony przerost nadnerczy
  - zespół Allgrove’a
  - hipoplazja nadnerczy
  - defekt receptora hormonu adrenokortykotropowego
- Uszkodzenie nadnerczy spowodowane lekami
- Stan po obustronnej adrenalektomii
- Skaza krwotoczna – obustronne wylewy krwi do nadnerczy, zachodzą zwykle u dzieci w posocznicy meningokokowej (zespół Waterhouse’a-Friderichsena) lub bakteriami z rodzaju Pseudomonas. U dorosłych w trakcie leczenia przeciwzakrzepowego, posocznicy, urazach lub zabiegach operacyjnych.

## Objawy
- narastające osłabienie[3], skłonność do zasłabnięć (spowodowana hipotonią ortostatyczną lub hipoglikemią)
- osłabienie siły mięśniowej, męczliwość
- utrata apetytu
- spadek masy ciała[3]
- nudności, wymioty
- drażliwość
- biegunka
- obniżenie nastroju (depresja)
- niedociśnienie tętnicze[3], też hipotonia ortostatyczna
- przebarwienia skóry znane jako melasma suprarenale, szczególnie dotyczy okolic eksponowanych na słońce, a także łokci, linii zgięciowych dłoni, otoczek sutkowych i blizn (od przebarwień skóry pochodzi jedna z nazw choroby – cisawica; cisawy, czyli mający barwę drewna cisu)
- hipoglikemia (szczególnie u dzieci)
- zaburzenia miesiączkowania (brak miesiączki)
- hiperkalcemia
- cierpnięcie kończyn
- eozynofilia
- poliuria
- hiperkaliemia
- achlorhydria
- czasami niedokrwistość megaloblastyczna[1]

## Diagnostyka
W badaniach laboratoryjnych stwierdza się najczęściej następujące odchylenia od normy: 
- hiperkaliemia, hiponatremia
- hipoglikemia (głównie w okresach głodzenia)
- niekiedy podwyższenie stężenia mocznika i kreatyniny
- w morfologii krwi: neutropenia, limfocytoza, monocytoza i eozynofilia
- niskie stężenia (do nieoznaczalnych) kortyzolu i podwyższone stężenia adrenokortykotropiny we krwi
- podwyższenie ARO
- autoprzeciwciała w badaniach immunologicznych

W wypadku hiperkaliemii znajduje to odzwierciedlenie w obrazie EKG.
Zmiany w badaniach obrazowych:
- RTG (zwapnienia)
- TK (zmiany swoiste, zapalne bądź zanikowe)
- USG jamy brzusznej

Przykładem badania diagnostycznego używanego w rozpoznaniu choroby Addisona jest test pobudzania tetrakozaktydem (nazwa handlowa: Synacthen), który jest syntetycznym polipeptydem o aktywności adrenokortykotropiny. Istnieją różne warianty tego testu, ale podstawą jest oznaczenie po określonym czasie od podania Synacthenu, stężenia kortyzolu w osoczu lub metabolitów glikokortykosteroidów w moczu. Brak reakcji ze strony nadnerczy, czyli wydzielania kortyzolu,  świadczy o ich niewydolności.

## Leczenie
Leczenie choroby Addisona polega na uzupełnianiu niedoborów hormonów produkowanych przez korę nadnerczy. Leki podaje się w określonych godzinach i dawkach symulując fizjologiczne, zależne od pory dnia, wydzielanie. W szczególnych sytuacjach, takich jak np. stres, operacja czy ciąża, istnieje konieczność odpowiedniego dostosowania dawki do zwiększonego zapotrzebowania.
W leczeniu stosuje się substytucję kortykosteroidową, mineralokortykoidową i androgenową.

### Glikokortykosteroidy
Stosuje się hydrokortyzon w dawce 20–30 mg na dobę, w 2 lub 3 dawkach symulujących dobowy rytm wydzielania kortyzolu. Zazwyczaj 2/3 dawki, czyli 20 mg, podaje się w godzinach rannych, a pozostałą część (10 mg) około godziny 15 (przy trzech dawkach jest to odpowiednio 15 mg rano – 10 mg o 13.00 – 5 mg o 18.00).
W niektórych przypadkach istnieje konieczność zmniejszenia dawki. Dzieje się tak w przypadku wystąpienia na początku leczenia bezsenności czy zdenerwowania. Nadciśnienie tętnicze i cukrzyca również wymagają korekcji dawek (niekiedy konieczne jest zastąpienie hydrokortyzonu prednizolonem w odpowiednio przeliczonych dawkach). Natomiast u ludzi otyłych i przyjmujących leki przeciwdrgawkowe istnieje konieczność zintensyfikowania leczenia.
W sytuacjach stresowych zapotrzebowanie zwiększa się o dodatkowe 10–30 mg. W przypadku wymiotów czy biegunki steroidy należy podawać domięśniowo w dawce 50 mg bursztynianu hydrokortyzonu co 12 godzin. 
Do sytuacji silnie stresowych należą operacja czy ciąża. Stosuje się wtedy duże dawki sterydów w ściśle określonym schemacie dawkowania. 
| Doba | Dawka                                                                        |
| ---- | ---------------------------------------------------------------------------- |
| -1   | 40 mg doustnie                                                               |
| 0    | 100 mg dożylnie w trakcie operacji potem 100 mg dożylnie co 8 godzin         |
| 1    | 100 mg dożylnie co 8 godzin                                                  |
| 2    | 50 mg domięśniowo co 6 godzin (dodatkowo 100 dożylnie przy spadku ciśnienia) |
| 3    | 50 mg domięśniowo co 8 godzin (dodatkowo 100 dożylnie przy spadku ciśnienia) |
| 4    | 60 mg doustnie                                                               |
| 5    | 60 mg doustnie                                                               |
| 6    | 40 mg doustnie                                                               |
| 7    | 30 mg doustnie                                                               |

| Doba | Dawka |
| ---- | --- |
| 0    | 100 mg domięśniowo przy rozpoczęciu porodu 50 mg domięśniowo co 6-8 godzin (dodatkowo 100 dożylnie przy spadku ciśnienia) |
| 1    | 50 mg domięśniowo co 6-8 godzin                                                                                           |
| 2    | 50 mg domięśniowo co 6-8 godzin                                                                                           |
| 3    | 60 mg doustnie |
| 4    | 60 mg doustnie |
| 5    | 40 mg doustnie |
| 6    | 40 mg doustnie |
| 7    | 30 mg doustnie |

W przypadku podawania hydrokortyzonu w dawkach większych niż 100 mg/dobę nie jest konieczne równoczesne podawanie mineralokortykoidów, gdyż w tak dużych dawkach hydrokortyzon wykazuje również działanie mineralokortykoidowe.

### Mineralokortykoidy
Zwykle stosuje się dawkowanych indywidualnie fludrokortyzon w dawkach 0,025-0,2 na dobę. 

### Androgeny
U kobiet w przypadku m.in. utrzymującego się osłabienia stosuje się dehydroepiandrosteron 5–25 mg raz dziennie.

## Rokowanie
Pacjenci muszą przyjmować leki do końca życia. W przypadku braku leczenia choroba Addisona jest zawsze śmiertelna, natomiast jeśli jest leczona, to nie ma wpływu na długość życia. Leczenie substytucyjne jednak zwiększa ryzyko wystąpienia innych chorób, m.in. układu krążenia. Wystąpienie przełomu nadnerczowego zwiększa śmiertelność (czemu można zapobiegać, np. edukując pacjenta o doborze dawki leków w przypadku urazów i stresu). Jeśli niewydolność kory nadnerczy spowodowana została przez przerzuty nowotworowe, to rokowanie jest złe, a jeśli przyczyną jest gruźlica, to zależy ono od rozległości zakażenia.

## Klasyfikacja ICD10
| Kod ICD10     | Nazwa choroby                          |
| ------------- | -------------------------------------- |
| ICD-10: E27.1 | pierwotna niedoczynność kory nadnerczy |
| ICD-10: E27.2 | przełom nadnerczowy                    |